# 에밀 아르틴
에밀 아르틴(독일어: Emil Artin [ˈeːmiːl ˈʔaːɐ̯tiːn], 1898년~1962년)은 오스트리아 태생의 수학자이다. 미국으로 이민하였다.
대수기하학에서 뛰어난 업적을 세운 마이클 아틴이라는 유명한 수학자의 아버지이다.

## 같이 보기
- 마이클 아틴